# Raimund Beck
Raimund Beck (* 19. Mai 1962 in Dingelstädt) ist ein deutscher römisch-katholischer Priester und ehemaliger Generalvikar im Bistum Erfurt.

## Leben
Beck wuchs in Helmsdorf bei Dingelstädt auf. 1993 empfing er in Erfurt die Priesterweihe. Als Kaplan arbeitete er in Dingelstädt und ab 1997 in Gotha. Im Jahr 2000 wurde er Pfarrer in Eisenach und 2005 Dechant im Dekanat Meiningen. Im Jahr 2010 wurde er von Bischof Joachim Wanke als Nachfolger von Georg Jelich zum neuen Generalvikar des Bistums Erfurt ernannt. Der neue Bischof von Erfurt, Ulrich Neymeyr, bestätigte Raimund Beck im November 2014 in seinem Amt als Generalvikar. Beck übte dieses Amt bis zum August 2023 aus und wurde anschließend als Kooperator in der Pfarrei St. Josef in Mühlhausen seelsorglich tätig.